# Shajar al-Durr
Shajar al-Durr eller Shajarat al-Durr, född okänt år, död 28 april 1257 i Kairo, var regerande sultaninna av Egypten mellan 2 maj och 30 juli 1250. Hon spelade en unik roll som den enda regerande kvinnan i Egypten efter införandet av islam.

## Biografi
Shajar al-Durr var av turkiskt eller armeniskt ursprung. Hon var troligen född mellan 1222 och 1224 och född som hednisk eller kristen turk (Kiptjak) i Centralasien, vilket var en vanlig bakgrund bland de icke-afrikanska slavar som importerades till Egypten.
Shajar al-Durr var slavkonkubin till As-Salih Ayyub, som blev Egyptens sultan 1240. Han frigav henne som umm-walad och gifte sig sedan med henne, sedan de fått sonen Khalil. Hennes son avled som barn. 
Hennes make avled 1249. Hon behöll då kontrollen över landet som de facto regent genom att dölja att maken hade avlidit, tills hennes styvson Al-Muazzam Turanshah kunde ta sig till Egypten och överta styret. Hon hade en dålig relation med sin styvson.

### Regeringstid
2 maj 1250 mördades Turanshah av en grupp oppositionella mamluker under ledning av Baybars. Under ett möte mellan mamluker och emirer enades de om att utropa Shajar al-Durr till regerande sultan med mamluken Izz al-Din Aybak som atabeg. 
Hon regerade i tre månader. Under hennes korta regeringstid avslutades förhandlingarna med den franska drottningen Margareta av Provence om frigivningen av Ludvig IX och hans följe, som släpptes ur fångenskapen och tilläts återvända till Frankrike. 
Att utropa en kvinna till regerande sultan var omöjligt att acceptera i den muslimska världen. Egyptens vasaller i Syrien vägrade svära henne trohet. Kalifen i Bagdad vägrade bekräfta hennes utnämning. Bagdad påpekade att profeten Muhammed hade uttalat sig mot kvinnliga härskare och sagt att det folk som regerades av en kvinna råkade i olycka, och uttalade att om Egypten saknade män, kunde han skicka män dit. 
Eftersom sultanerna i Egypten betraktade kalifen som dess överordnade och hans godkännande som dess legitimering, blev hennes ställning ohållbar. Det rådde också missnöje med att hon hade tillåtit den franska kungen att lämna Egypten levande. 
Shajar al-Durr gick med på att abdikera och gifta sig med Izz al-Din Aybak, som utropades till sultan i hennes ställe.

### Senare liv
Shajar al-Durr hade en dålig relation med maken Izz al-Din Aybak. När han planerade att gifta sig med en annan kvinna, iscensatte hon hans död. Den mamlukfraktion som stödde henne förhindrade att hon dödades och genomdrev att hon istället fängslades. Hennes make efterträddes av sin son al-Mansur Ali. Den nya sultanen lät döda henne genom att kasta ned henne från ett torn.